# De Havilland Canada DHC-4 Caribou
de Havilland Canada DHC-4 Caribou (tudi CV-2, pozneje C-7 Caribou) je kanadsko dvomotorno STOL transportno letalo, ki so ga zasnovali v 1950ih. Skupno so zgradili 307 letal, ki so jih uporabljale številne države po svetu, večinoma kot vojaško transportno letalo. Se je pa zaradi odličnih sposobnosti uporabljal tudi kot goščavsko letalo. Nekaj letal, kljub starosti, je še vedno v uporabi. 
DHC-4 je precej večji od predhodnih letal družbe DHC-2 Beaver in DHC-3 Otter. 

## Specifikacije (DHC-4A)
Podatki iz MacDonald Aircraft Handbook, Green 1964, p. 249.
Splošne karakteristike
- Posadka: 3
- Število sedežev: 

  - 32 vojakov ali
  - 24 polno opremljenih padalcev ali
  - 14 nosil
- Tovor: 8000 lb (3628 kg)
- Dolžina: 72,58 ft (22,12 m)
- Razpon kril: 95,58 ft (29,13 m)
- Višina: 31,66 ft (9,65 m)
- Površina kril: 912 ft² (84,7 m²)
- Teža praznega letala: 16920 lb (7675 kg)
- Naložena teža: 28500 lb (12927 kg)
- Pogon letala: 2 ×  Pratt and Whitney R-2000-7M2 Twin Wasp 14-valjni zvezdasti motor, 1450 KM (1081 kW)  vsak

 Zmogljivost 
- Maks. hitrost: 216 mph (348 km/h)
- Potovalna hitrost: 181 mph (291 km/h)
- Doseg: 1280 milj (2060 km) (240 milj (390 km) z maks. tovorom)
- Višina leta: 24800 ft (7559 m)
- Hitrost vzpenjanja: 1355 ft/min (413 m/min)